# Thriving
"Thriving" é uma canção da cantora e compositora americana Mary J. Blige com a participação do rapper Nas. Foi lançada como single digital em 8 de Maio de 2019 para comemorar a turnê conjunta de Nas e Blige, The Royalty Tour.

## Composição
Descrita como um hino empoderado e motivacional, Blige canta sobre as superações e obstáculos vencidos em sua trajetória, enquanto Nas traz versos sobre Muhammad Ali para nocautear o negativismo.
Foi escrita por Blige, Nashir Jones, Darhyl Camper Jr, Blu June, Brittany Coney e produzida por DJ. Camper. A faixa ainda contém interpolações de "Under the Influence of Love" escrita por Paul Politi e Barry White e performada por Love Unlimited 

## Faixas e formatos
| Download Digital |                      |         |  |
| N.º              | Título               | Duração |  |
| 1.               | "Thriving" (com Nas) | 3:42    |  |

## Desempenho nas tabelas musicais
| \| Tabela musical (2019) \| Melhor posição \| \| ------------------------------------------- \| -------------- \| \| Estados Unidos (Adult R&B Songs)[8] \| 18 \| \| Estados Unidos (R&B Digital Songs Sales)[9] \| 8 \| |                |
| Tabela musical (2019) | Melhor posição |
| Estados Unidos (Adult R&B Songs) | 18             |
| Estados Unidos (R&B Digital Songs Sales) | 8              |

## Histórico de lançamento
| País  | Data              | Formato          | Gravadora                         |
| ----- | ----------------- | ---------------- | --------------------------------- |
| Mundo | 8 de Maio de 2019 | Download digital | Republic Records, Universal Music |
| Mundo | 8 de Maio de 2019 | Streaming        | Republic Records, Universal Music |